# آفریقاحشره‌دوستان
آفریقاحشره‌دوستان (انگلیسی: Afroinsectiphilia) کلادی است پیشنهادی از آفریقاددان.
موش کور طلایی و تیغ‌پشت در این کلاد قرار می‌گیرند.